# 오카다번
오카다 번(일본어: 岡田藩 오카다한[*])은 일본 에도 시대 빗추국 시모쓰미치군(下道郡) 오카다(현 오카야마현 구라시키시 마비정(真備町) 오카다)에 진야를 두었던 번이다. 겐로쿠 연간에 한때 가와베 번(川辺藩)으로 불렸다. 번주 가문은 이토 가문(伊東氏)으로, 휴가국 오비번주 이토 가문과는 동족이다. 그 가격(家格)은 야나기노마급 자리(柳間詰席)의 도자마 다이묘이며, 역대 번주는 성이 없는 대신 진야가 있는 무성 다이묘(無城大名)였다.

## 번의 역사
오카다 번의 초대 번주 이토 나가자네는 도요토미 히데요시・히데요리를 섬겨 오사카 전투 때까지는 도요토미 가문의 가신이었으나, 세키가하라 전투 당시 이시다 미쓰나리의 거병 소식을 재빨리 도쿠가와 이에야스에게 전하여, 그 공적으로 오사카 전투에서 이에야스에게 적대한 것도 용서받았다. 겐나 원년(1615년) 빗추국 시모쓰미치군(下道郡) 내 10개 촌(후에 16개 촌으로 세분화)・미노국 이케다군(池田郡) 내 2개 촌・셋쓰국 데시마군(豊島郡) 내 1개 촌・가와치국 다카야스군(高安郡) 내 2개 촌, 총 4개 각 군 내 15개 촌의 1만 343석 영지를 받아 오카다 번을 세웠다. 이후 메이지 4년(1871년)의 폐번치현 때까지 이토 가문의 소령이 되었다.
교호 4년(1718년), 5대 번주 이토 나가히라의 대에 영내 주민들에 의한 잇키가 일어났다. 후에 신폰 의민 소동(新本義民騒動)으로 불리게 되었다. 지금의 소자시 신폰 지구(新本地区)에 해당하는 번 영지 내의 신조촌(新庄村)과 혼조촌(本庄村)에 걸쳐 있는 오히라산(大平山)과 하루 산(春山)은 영내 주민들의 입회 장소였다. 번은 이를 「오토메야마(お留山)」라 칭하고 번의 공지로 삼아 영내 주민들의 출입을 금지하였고, 나아가 수목 벌채 및 그것을 땔감으로써 진야까지 운반하는 부역을 부과하였다. 이에 반발한 영내 주민들은 대표 4명을 에도로 보내 번주에게 직소하였고, 이로써 오토메야마와 부역 문제는 무사히 해결되었다. 그러나 직소한 4명의 주민 대표는 처형되었고, 그들의 가족 및 소동에 가담한 자들은 영내에서 추방되었다. 현재 신폰 지구에는 의민비(義民碑)가 세워져 있다.
이 소동으로 나가히라는 실의에 빠져 장남 이토 나가오카에게 가독을 물려주고 은거하기에 이르렀다. 그 6대 번주 이토 나가오카의 셋째 아들인 7대 번주 이토 나가토시는 무능한 아버지와는 달리 뛰어난 재능과 온후한 성격의 소유자로, 가신의 의견도 잘 들을 줄 아는 인물이었다. 메이와 7년(1770년) 영내 주민들이 가뭄으로 인해 괴로워하자 나가토시는 자신이 스스로 검약에 힘쓰면서 영내 주민들을 지원하는 시책을 강구하였고, 사망 당시에는 영내 주민들이 그의 죽음을 슬퍼할 정도의 명군이었다. 그의 장남인 8대 번주 이토 나가토모도 아버지의 재능을 이어받은 인물로, 중신 우라이케 규엔(浦池九淵)을 중용하여 재정 개혁을 단행하였다. 그 결과 번의 재정은 재건되었고, 이를 바탕으로 간세이 6년(1794년)에는 연무장(演武場)을, 간에이 7년(1795년)에는 번교(藩校)인 경학관(敬学館)을 창설하는 등 재정 개혁은 커다란 성공을 거두었다.
오카다 번 최후의 번주 이토 나가토시는 보신 전쟁 당시 오카야마번과 함께 신정부군에 속해 막부군 소속 빗추 마쓰야마 번의 토벌을 담당했다. 폐번치현 후에는 오카다현이 되었고, 이어 후카즈현(深津県)・오다현(小田県)으로 편입되었다. 번주였던 이토 가문은 후에 자작이 되어, 화족의 반열에 올랐다.

## 에피소드
- 오카다에는 2차 세계 대전 중 소설가 요코미조 세이시가 피난했던 살림집이 현존해 있다. 그는 전쟁을 피해 전쟁 말기의 쇼와 20년(1945년) 3월부터 그 뒤로 3년 동안 거기서 생활하였다.
- 오카다 진야 터에는 지금의 구라시키 시립 오카다 소학교(倉敷市立岡田小学校)가 들어서 있다. 그곳은 세이시의 긴다이치 고스케 시리즈 탐정소설 작품 중의 하나인 《악마의 공놀이 노래(悪魔の手毬唄)》의 무대로 알려져 있다.

## 역대 번주
1. 이토 나가자네(伊東長実) 재위 1615년 ~ 1629년
2. 이토 나가마사(伊東長昌) 재위 1629년 ~ 1640년
3. 이토 나가하루(伊東長治) 재위 1640년 ~ 1658년
4. 이토 나가사다(伊東長貞) 재위 1658년 ~ 1693년
5. 이토 나가히라(伊東長救) 재위 1693년 ~ 1723년
6. 이토 나가오카(伊東長丘) 재위 1723년 ~ 1763년
7. 이토 나가토시(伊東長詮) 재위 1763년 ~ 1778년
8. 이토 나가토모(伊東長寛) 재위 1778년 ~ 1850년
9. 이토 나가야스(伊東長裕) 재위 1850년 ~ 1860년
10. 이토 나가토시[1](伊東長) 재위 1860년 ~ 1871년

## 같이 보기
- 일본의 번
- 요코미조 세이시
- 긴다이치 고스케

## 참고 사이트
- (일본어) 빗츄 국 오카다 번